# Littérature prolétarienne

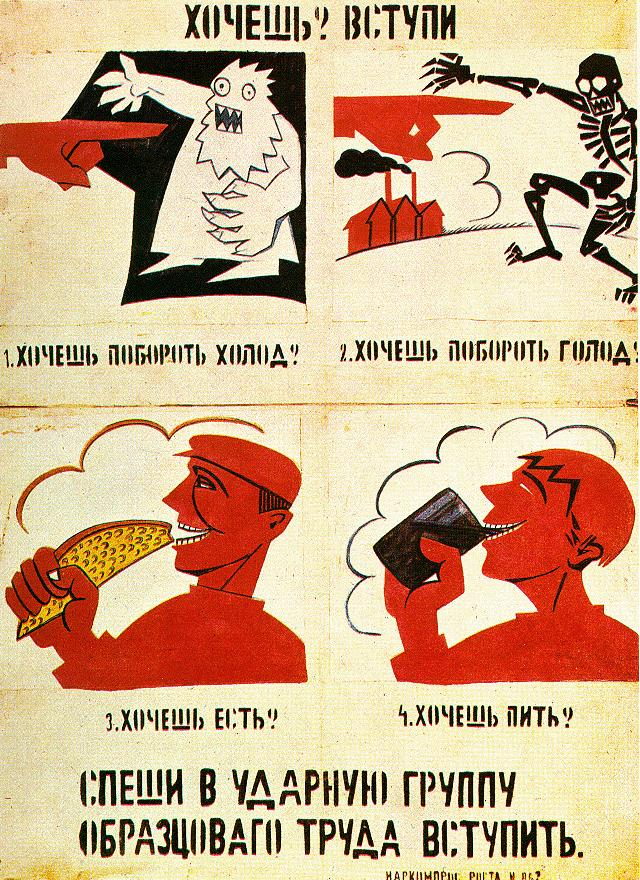
Le poète comme graphiste : « art prolétarien » dans une affiche de l'époque de la guerre civile par le poète futuriste Maïakovski, publiée par Narkompros.
Maïakovski fait usage du pochoir, poésie d'agitation simple, et de graphiques primitifs pour créer un effet d'art presque folklorique.

La littérature prolétarienne est un courant littéraire qu'Henry Poulaille, dans les années 1930, fut le premier à définir et à organiser en France, par la fondation du Groupe des écrivains prolétariens de langue française, connu aussi sous le nom d'« école prolétarienne » (terme que Poulaille désapprouvait).
Est défini par Poulaille comme auteur prolétarien tout auteur :
- né de parents ouvriers ou paysans,
- autodidacte (ayant quitté tôt l'école pour travailler, ou à la rigueur ayant bénéficié d'une bourse — en général pour devenir instituteur dans le système primaire, « l'école des pauvres », à l'époque où deux systèmes scolaires cohabitaient),
- et qui témoigne dans ses écrits des conditions d'existence de sa classe sociale.

La définition première précise aussi que l'auteur prolétarien doit continuer de gagner sa vie comme ouvrier ou comme paysan, mais plusieurs auteurs faisant exception à cette règle (à commencer par Poulaille lui-même qui a exercé divers métiers de 13 à 27 ans, mais s'est consacré ensuite à des activités moins « ouvrières » dans l'édition et le journalisme) sont cependant considérés comme auteurs prolétariens, du fait que leurs ouvrages et leur action restent orientés vers la défense du prolétariat et d'une expression littéraire spécifiquement ouvrière.
La littérature prolétarienne, entendue comme « des écrivains s'intéressant au prolétariat, et écrivant sur lui », ne se résume donc pas au groupe institué par Henry Poulaille dans les années 1930. Elle s'est développée et continue son expression sous des formes diverses et hors de toute « école littéraire ».

## Histoire de la littérature prolétarienne

### Les prémices (1913-1930)
Marcel Martinet est le premier à tenter de définir une culture spécifiquement prolétarienne. Très marqué par les Réflexions sur l'éducation (publiées en 1912-1913 dans La Vie Ouvrière), où l'instituteur syndicaliste Albert Thierry (1881-1915) revendique son appartenance de classe, et définit le « refus de parvenir », Martinet publie dès juin 1913, dans l'Effort libre dirigé par Jean-Richard Bloch, un manifeste intitulé L'art prolétarien. Entre 1918 et 1923, il publie plusieurs articles qu'il rassemblera en 1935 dans le recueil Culture prolétarienne. De 1921 à 1924, il est directeur littéraire de L'Humanité ; il publie les premiers textes du jeune Henry Poulaille. Il fait se rencontrer Poulaille et Lucien Bourgeois et les incite à écrire d'un point de vue prolétarien. Bourgeois publie L'Ascension en 1925. En 1922, Poulaille rencontre Tristan Rémy et ensemble ils recherchent des écrivains ouvriers et paysans avec le projet de former un groupe littéraire. Une tentative semblable a lieu parallèlement en Belgique, sous l'impulsion d'Augustin Habaru, d'Albert Ayguesparse et de Pierre Hubermont.
Pendant cette même période, Victor Serge se tourne vers la littérature soviétique et la vie culturelle en URSS. Pour deux périodiques français, La Correspondance internationale et Clarté, il observe les nouvelles tendances nées après la Révolution de 1917 et parmi elles les essais de créer une culture (« le Proletkult ») et une littérature prolétariennes. Il analyse les nouvelles œuvres, comme celles de Vladimir Maïakovski. De 1922 à 1926, il écrit vingt-cinq articles. Dans l'un des derniers de ceux-ci, il interroge : « Une littérature prolétarienne est-elle possible ? ». Une part de ces articles est reprise en 1932 et publiée par la Librairie Georges Valois, sous le titre « Littérature et révolution ». Pour Victor Serge la littérature prolétarienne est un moyen de combat et d'émancipation dans « une culture du prolétariat militant ».
À partir de 1925, Poulaille, directeur littéraire du quotidien de la CGT Le Peuple, s'active infatigablement pour diffuser des ouvrages de Charles-Ferdinand Ramuz, Blaise Cendrars, Upton Sinclair, Panaït Istrati, Henri Pourrat, etc.

### Le groupe des écrivains prolétariens

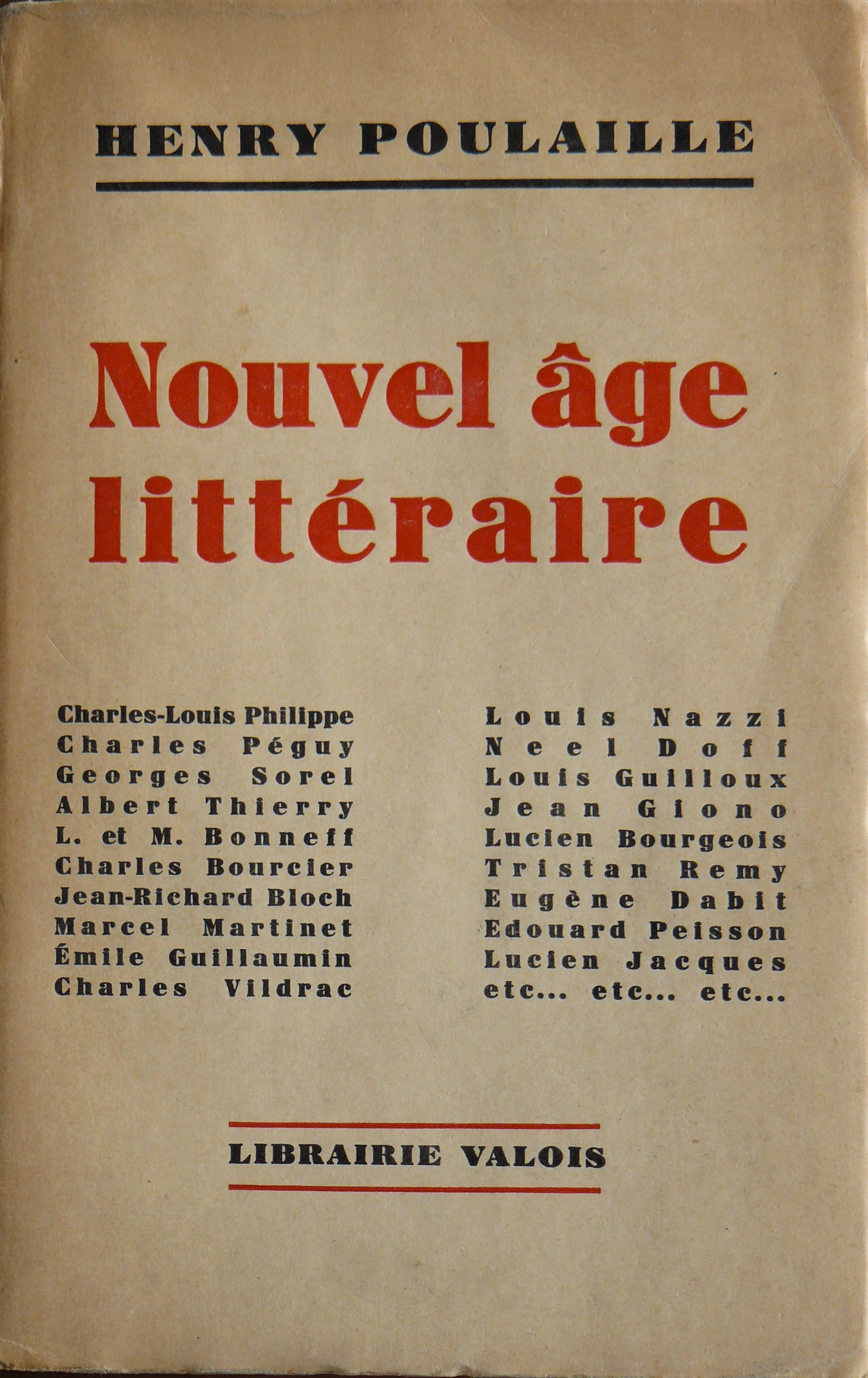
Henry Poulaille, Nouvel âge littéraire, Librairie Valois, 1930.

En 1930, la réflexion de Poulaille sur la littérature prolétarienne arrive à maturité, et il développe ses théories dans un essai, Nouvel âge littéraire. Cet ouvrage a un fort retentissement, et de nombreux écrivains prolétaires commencent à se rassembler autour de Poulaille. En mars 1932, Tristan Rémy, Marc Bernard et d'autres dont Poulaille forment le Groupe des écrivains prolétariens, qui publie aussitôt un Bulletin des écrivains prolétariens, dans le premier numéro duquel paraît un manifeste intitulé Notre position et signé par 36 auteurs (cf. liste ci-après).
Poulaille fonde des revues pour diffuser les auteurs ouvriers (Nouvel âge, 1931, 12 numéros ; Prolétariat, 1933, 12 numéros ; À contre courant (sans tiret), 1935-1936, 12 numéros). Il est aussi invité par Emmanuel Mounier à publier dans sa revue Esprit un Cahier de littérature prolétarienne de 30 pages (1936-1937, 4 numéros). Pour sa part, Henry Poulaille s'appuie sur Le Peuple, quotidien de la CGT, où il n'est plus directeur littéraire, et qui publie en feuilleton les trois premiers volumes du cycle autobiographique « Le Pain Quotidien » entre 1931 et 1937. Il n'est d'ailleurs pas le seul auteur « prolétarien » à être promu par ce journal. Ainsi en 1937-1938, Le Peuple publie les Mémoires d'un libertaire, de Charles Malato.
Au fil des années 1930, les attaques venant du PCF pleuvent de plus en plus durement sur Poulaille et le groupe prolétarien. Henri Barbusse et Marcel Martinet, quoique appartenant au PCF, continuent de soutenir Poulaille. Martinet publie en 1935 Culture prolétarienne, où il réaffirme des positions prolétariennes contre la ligne officielle du PCF (voir ci-dessous le paragraphe Peuple et littérature dans les années 1930). Mais Tristan Rémy, le compagnon des débuts, rejoint l'AEAR (Association des écrivains et artistes révolutionnaires, fondée par le PCF en décembre 1932). Édouard Peisson, Léon Gerbe, Marc Bernard rejoignent une association impulsée par la SFIO. Jean Fréville, Louis Aragon ou Paul Nizan invectivent le chef de file de l'école prolétarienne dans la presse communiste, essentiellement en raison des prises de position de celui-ci contre le stalinisme (affaire Victor Serge en 1935-1936, procès de Moscou). En 1937, en raison de nombreux départs, le Groupe prolétarien n'a plus d'existence concrète.
Le 16 mars 1935, Poulaille, Paul-Adolphe Loffler, René Bonnet, Ferdinand Teulé, Édouard Peisson et J. Romagne ouvrent Le Musée du soir. Il s'agit d'un local destiné aux ouvriers : une bibliothèque met à leur disposition des livres, des revues, journaux et brochures, des expositions de photos ou de gravures y sont organisées, ainsi que des rencontres avec des écrivains. 300 livres sont prêtés chaque mois. Il y aura jusqu'à 450 adhérents en 1939. Mais la guerre survient et Le Musée du soir ferme en 1940. D'autres chiffres mêmes sur cette expérience limitée, 450 lecteurs, mais 157 ouvriers et ouvrières parmi eux, posent la question de la réception de cette littérature : à quels lecteurs s'adresse-t-elle ?

#### Signataires du manifeste du «groupe des écrivains prolétariens» (1932)
Georges Altman, Francis André, Pierre Autry, Albert Ayguesparse, T.-L. Bancal, Marc Bernard, Victor Crastre, H.V. Crouzy, Eugène Dabit, Georges David, Oscar David, Maurice Fombeure, Lucien Gachon, Léon Gerbe, Edouard Haine, Augustin Habaru, Pierre Hubermont, Fernand Jouan, Michel Lévit, Marcel Lapierre, Jean Loubes, Constant Malva, Ludovic Massé, Pierre Manhi, Henri Philippon, Henry Poulaille, Charles Plisnier, Édouard Peisson, Jean Perwez, Jules Reboul, Tristan Rémy, Victor Serge, Albert Soulillou, Joseph Voisin, Edmond Vandercammen, Charles Wolff, Charles Bontoux-Morel, Constant Burniaux, René Lelu, Magdeleine Paz, Sander Pierron.

### Après 1945
Après la guerre, Poulaille souhaite reformer un Groupe Prolétarien, et pour cela il crée une nouvelle revue (Maintenant, 1945-1948, 10 numéros) : cette revue rassemble des anciens (Lucien Bourgeois, Émile Guillaumin, Charles Plisnier, René Bonnet, Ludovic Massé… et même Tristan Rémy), elle favorise aussi l'apparition de nouveaux venus qui vont prendre la relève de la défense d'une littérature spécifiquement ouvrière et paysanne (Roger Boutefeu, Jules Mougin, Michel Maurette, Bénigno Cacérès, Michel Ragon…). Cacérès fonde en juin 1946 la revue Peuple et Culture. Ragon fonde la revue Les cahiers du Peuple (1946-1947, 3 numéros), publie deux livres, Les écrivains du peuple (1947) et Histoire de la littérature ouvrière (1953), et fonde avec Jean L'Anselme la revue Peuple et poésie (1947-1951).
Charles Bourgeois fonde en 1946 le « Groupe des écrivains paysans », qui édite un bulletin auquel participe Emile Guillaumin. D'autres revues, certes confidentielles, vont naître et permettre aux auteurs ouvriers et paysans d'être publiés : Faubourgs (1949), Après l'boulot (1953-1956), Le Musée du Soir (1954-1968), etc.
Dans les années 1970, les défenseurs de la littérature prolétarienne ne désarment pas : fondation de la revue et des éditions Plein Chant par Edmond Thomas (1971 jusqu'à aujourd'hui), fondation de l'Association des Écrivains Paysans (1972, encore active aujourd'hui sous le nom d'AEAP), fondation en 1972 de l'association Les amis d'Henry Poulaille et de la littérature d'expression populaire, publication de Histoire de la littérature prolétarienne de langue française de Michel Ragon (1974).
Encore aujourd'hui, la littérature prolétarienne (ou « ouvrière ») est le sujet de publications, de débats publics, d'études. « Dans la seconde moitié du XXe siècle, les ouvriers et les ouvrières ont continué à écrire en grand nombre pour se raconter et pour témoigner, à travers leurs expériences, des réalités du monde ouvrier » constate une thèse universitaire soutenue en 2017.

## Peuple et littérature dans les années 1930
Ce courant de la littérature prolétarienne se distingue de deux autres courants littéraires des années 1920-1935, le populisme contre lequel il s'est d'abord défini, et les courants portés par le Parti communiste français (PCF). Les polémiques et les attaques sont vives entre ces courants, mais nombre d'écrivains prolétariens s'y reconnaissent, simultanément ou tour à tour, sans établir de frontières étanches entre eux. Xavier Vigna, souligne dans L'espoir et l'effroi, synthèse parue en 2016, sur « les écritures de la classe ouvrière et les écritures sur elle », les faiblesses de la position d'Henry Poulaille :
« Certains écrivains qui pourraient se réclamer de la littérature prolétarienne la refusent par crainte d'être cantonnés à une catégorie littéraire vouée seulement à l'évocation. Le projet même est contesté (…) (car) l'origine sociale, garantissant l'authenticité du propos, ne peut suffire à la prise d'écriture. Le classement (opéré par Poulaille) a pour inconvénients de durcir les oppositions et d'écarter toute une série de production qui peinent à se réclamer d'un courant littéraire et/ou politique »
Le populisme (André Thérive et Léon Lemonnier, Manifeste du populisme, 1929) prend le peuple comme sujet de fiction ; il prône un retour au naturalisme du XIXe siècle qui, dans la foulée de George Sand puis Zola, avait affiché un intérêt pour les humbles, le peuple, le monde ouvrier et paysan. Réagissant contre cette tendance une fois encore amorcée par des écrivains extérieurs au prolétariat, Henry Poulaille fonde le Groupe prolétarien, affirmant que des écrivains issus du peuple sont les mieux à même de parler du peuple. La confusion est entretenue encore de nos jours entre les deux courants, confusion s'appuyant notamment sur le fait que le groupe populiste a attribué certaines années son prix littéraire (Prix du roman populiste) à des auteurs du groupe prolétarien : Eugène Dabit et Tristan Rémy ont accepté ce prix. Plus tard Louis Guilloux, René Fallet font de même. Henry Poulaille, intransigeant, s'y refuse et le fait savoir, en 1935, lorsque son nom est avancé lors de la publication de son livre Les Damnés de la terre.
Parallèlement, le PCF, dans sa presse et dans ses éditions, ressent la nécessité d'utiliser la littérature comme moyen d'agit-prop au service de son combat politique.
Dans une première période de tâtonnement (1921-1932), Marcel Martinet, puis Henri Barbusse ont carte blanche, et ils soutiennent les auteurs du Groupe prolétarien, qu'ils publient dans L'Humanité puis dans Monde.
Mais dès 1931-1932, le vent tourne, de nouvelles directives, parfois contradictoires, arrivent d'Union soviétique. L'Humanité et la revue Commune, organe de l'Association des Écrivains et Artistes Révolutionnaires (AEAR), publient alors de violentes attaques contre le groupe de Poulaille, par les plumes de Jean Fréville, puis de Louis Aragon et Paul Nizan, qui adhérent en 1937 à la nouvelle théorie importée de « Moscou », le « réalisme socialiste ».
Pour le PCF, l'important n'était pas que les écrivains appartiennent au prolétariat, mais qu'ils appartiennent au Parti. Or la majorité des auteurs prolétariens, comme la majorité des ouvriers politisés et des syndicalistes avant 1935, n'étaient pas marxistes, mais plutôt proches des différents courants de ce qu'on a appelé le « socialisme anti-autoritaire » (anarchistes ou libertaires, proudhonniens, fourieristes, syndicalistes révolutionnaires, etc.). Comme l'écrivait Paul-Adolphe Loffler, écrivain communiste hongrois ami de Poulaille, dans son Journal en 1931 : « Il est exact que Poulaille n'aime pas Staline, mais cela ne l'empêche pas qu'il puisse être un prolétaire honnête. Il est anarchiste, mais qui n'est pas anarchiste en France ? »
Des voix, différentes de celles de Poulaille et ses amis, défendant une conception moins « anarchisante » de la littérature prolétarienne se font cependant entendre. Ainsi lors du Premier congrès international des écrivains pour la défense de la culture, tenu en 1935, la romancière Georgette Guéguen-Dreyfus, intervient au nom des « écrivains prolétariens révolutionnaires ».

## Hors de France
La classification des auteurs prolétariens français mise en œuvre et théorisée par Henry Poulaille ne semble pas adaptée au regard des littératures d'autres pays hormis la proche Belgique. Spécialiste de la littérature prolétarienne belge, Paul Aron dégage quelques figures, à la suite des ouvrages de Poulaille et de Michel Ragon : Neel Doff, Francis André, Albert Ayguesparse, Augustin Habaru, Pierre Hubermont, Constant Malva, Charles Plisnier, Jean Tousseul, mais constate que « la bibliographie concernant la Belgique est pauvre et lacunaire. » Voir aussi Yves Le Manach.
En Suède il y a une « école prolétarienne suédoise » : Harry Martinson, Eyvind Johnson, Stig Dagerman, Vilhelm Moberg, Ivar Lo-Johansson, Folke Fridell, Jan Guillou, Josef Kjellgren, etc.
Des noms d'écrivains ayant le « profil prolétarien » sont discernables, sans qu'on puisse parler, semble-t-il, de courant littéraire :
- aux États-Unis : Erskine Caldwell, Howard Fast, Jack London , Upton Sinclair, et plus contemporains, Henry Roth, Charles Bukowski, Frank McCourt, Iain Levison.
- en Angleterre : Thomas Hardy, et plus contemporain, Alan Sillitoe.
- en Union soviétique et en Russie[29] : Maxime Gorki, Boris Pilniak, Alexandre Fadeïev, Fédor Gladkov, Nicolas Ostrovski, Constantin Paoustovski.
- en Norvège : Knut Hamsun, Johan Bojer.
- au Danemark : Martin Andersen Nexø.
- en Allemagne: Erich Mühsam, Alfons Petzold, Ernst Toller, Hans Marchwitza, Johannes Robert Becher, Theodor Plievier, Leonhard Frank, Anna Seghers.
- en Autriche : Else Feldmann.
- en Hongrie : Andreas Latzko[30].
- en Pologne: Stanisław Brzozowski, Bruno Jasieński, Jerzy Putrament.
- au Brésil : Jorge Amado, Patrícia Galvão dite Pagu.
- au Japon : Noburu Katagami, critique littéraire japonais, Korehito Kurahara, Takiji Kobayashi[31], Yuriko Miyamoto,Taiko Hirabayashi.
- en Italie : Ermanno Rea[32], Antonio Pennacchi[33].

## Formes littéraires
La littérature prolétarienne se compose principalement de récits. Pour autant il y a une forte tendance à éviter, consciemment ou non, le romanesque ou l'esthétisme. Les récits prennent plutôt la forme de témoignages, de chroniques, d'autobiographies, de souvenirs, voire de confessions. Certaines autobiographies de militants ouvriers entrent dans cette catégorie.
Il y a cependant des romans. Il existe aussi une tradition poétique, marginale, mais constante (depuis Rutebeuf).
Cette tradition poétique s'exprime aussi et surtout sous la forme chansonnière tout au long des XIXe et XXe siècles. Elle véhicule alors, souvent, des idées révolutionnaires. Les productions les plus connues de cette forme d'expression d'abord littéraire puis orale sont L'Internationale, Le Chant des canuts, La Chanson de Craonne, etc. La chanson réaliste se situe également dans le registre de cette littérature du peuple.

## Les auteurs
Des écrivains ouvriers et paysans écrivaient avant que Poulaille et ses comparses ne proposent un cadre rassembleur. Depuis la disparition du Groupe prolétarien, d'autres auteurs « prolétariens » n'ont pas cessé d'écrire, jusqu'à nos jours… même si le mot « prolétarien » a un usage moins courant aujourd'hui que dans les années 1930-1960.
La littérature prolétarienne comprend de très nombreux auteurs. Thierry Maricourt en présente 381 dans son Dictionnaire des auteurs prolétariens, Paul Feller en avait recensé 850 dans un catalogue établi en 1960), de nombreux chefs-d'œuvre, de rares succès : Marie-Claire, de Marguerite Audoux, Travaux, de Georges Navel…
Certains de ces ouvrages ont été publiés en collection de poche et peuvent encore se trouver.

### Des précurseurs aux années 1930
Poulaille, Ragon et d'autres ont reconnu comme précurseurs des écrivains issus du peuple et autodidactes :
- Jean-Jacques Rousseau (les Confessions, 1781-1788)
- Jacques-Louis Ménétra (Histoire de ma vie, journal, 1764-1802), ouvrier vitrier parisien[38], inconnu jusqu'à sa découverte par l'historien Daniel Roche en 1982[39],[40]
- Jules Michelet (Le Peuple, 1846, ; Ma jeunesse, posthume 1884)
- Les écrivains ouvriers avant et après la révolution de 1848 : 
  - Louis Gabriel Gauny, menuisier parisien, dont l'œuvre, redécouvert par Jacques Rancière près de cent ans après sa mort, est publié en 1983 (sous le titre Le philosophe plébéien)
  - Agricol Perdiguier (Mémoires d'un compagnon, 1854)
  - Norbert Truquin (Mémoires et aventures d'un prolétaire, 1888)
  - Joseph Benoît (Confessions d'un prolétaire, 1881, publiées en … 1968[41])
  - Martin Nadaud un maçon de la Creuse (Mémoires de Léonard, ancien garçon maçon, 1895)
- Les ouvriers, écrivains témoins et acteurs de la Commune de Paris, non cités par Henry Poulaille, peuvent être nommés ici tels Benoît Malon[42] ou :
  - Jean Allemane (Mémoires d'un communard, 1906[43])
  - Jean-Baptiste Dumay (Mémoires d'un militant ouvrier du Creusot, manuscrit composé pour l'essentiel avant 1886, publié partiellement en 1976[44])
  - Louise Michel (Mémoires, 1886[45])
  - Maxime Vuillaume (Mes cahiers rouges au temps de la Commune[46].)
- La trilogie autobiographique de Jules Vallès peut se rattacher à cette période (L'Enfant, 1879, Le Bachelier, 1881, L'Insurgé, 1886)
- Les écrivains ouvriers et paysans immédiatement précurseurs de l'école prolétarienne[47] :
  - Charles-Louis Philippe (Bubu de Montparnasse, 1901)
  - Emile Guillaumin (La vie d'un simple, 1904)
  - Charles Malato (La Grande Grève, 1905)
  - Lucien Jean (Parmi les hommes, 1901-1908, posthume 1910)
  - Marguerite Audoux (Marie-Claire, 1909)
  - Pierre Hamp (cycle La peine des hommes)
  - Neel Doff (Jours de famine et de détresse, 1911, Keetje, 1919)
  - Louis Nazzi
  - les frères Bonneff…

Poulaille et Martinet considéraient aussi comme des précurseurs essentiels :
- Albert Thierry (Réflexions sur l'éducation, posthume 1923)
- et Charles Ferdinand Ramuz

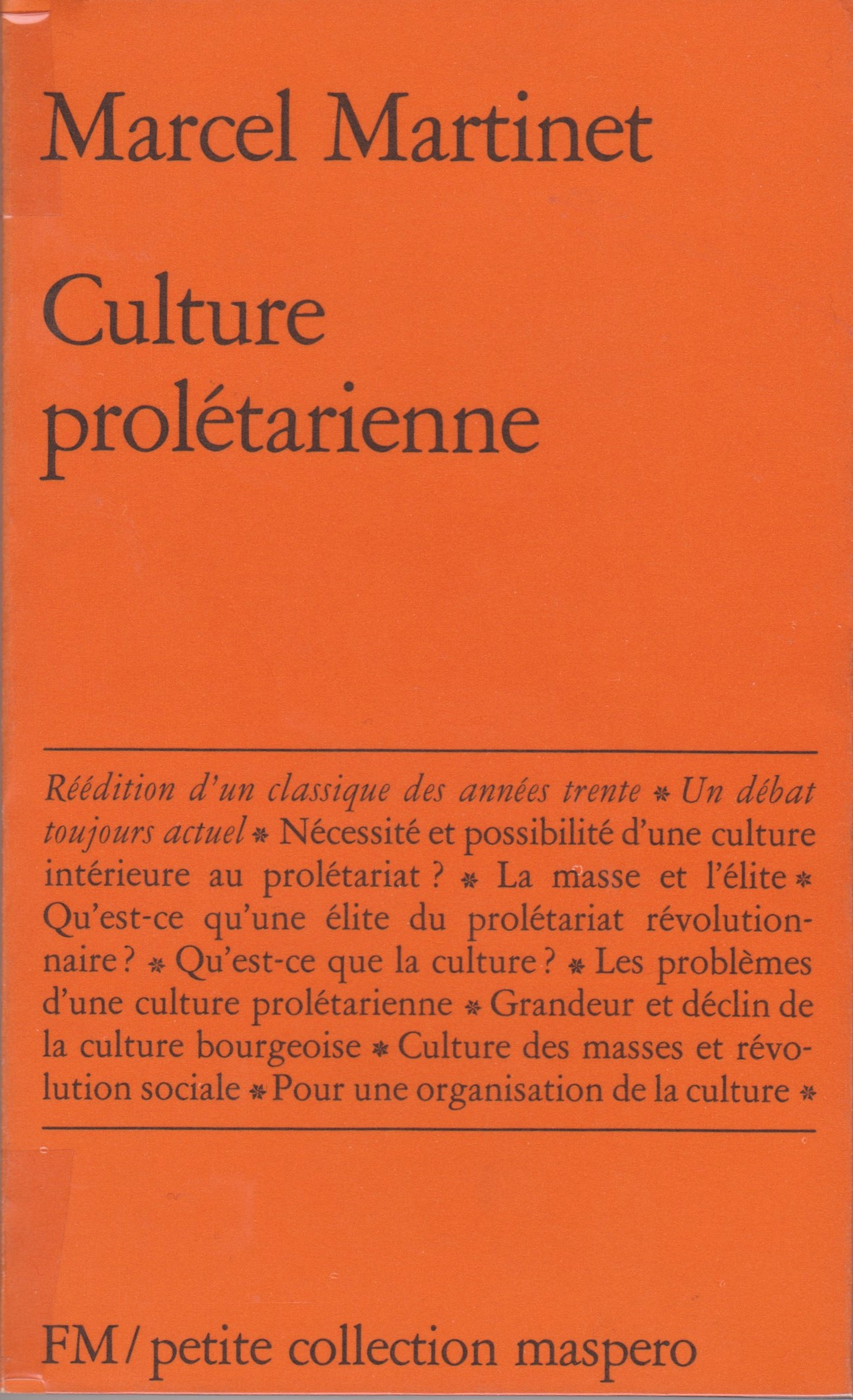
Livre de Marcel Martinet, publié en 1935, réédité en 1976 par l'éditeur François Maspero

- Les auteurs du groupe prolétarien 
  - Marcel Martinet (Culture prolétarienne, essai, 1935)[48]
  - Lucien Bourgeois (1882-1947)[49] (L'ascension, 1925)
  - Henry Poulaille (Le pain quotidien, 1931, Seul dans la vie à 14 ans, posthume 1980, etc.)
  - Tristan Rémy (Porte Clignancourt, 1928)
  - Eugène Dabit (Hôtel du Nord, 1929)
  - Marc Bernard (Pareils à des enfants, 1941)
  - Constant Malva (Histoire de ma mère et de mon oncle Fernand, 1932)
  - Édouard Peisson (Hans le marin, 1934)
  - Ludovic Massé (Le mas des Oubells, 1933, Le refus, écrit en 1947, publié en 1962)
  - Henriette Valet (Madame 60 bis, 1934, réédité en 2019[50],[51])…
- Les auteurs prolétariens publiant à la même époque 
  - Panaït Istrati (Kyra Kyralina, 1923, Oncle Anghel, 1924, etc.)
  - Louis Guilloux (La maison du peuple, 1927, Le sang noir, 1935)
  - Jean Guéhenno (Caliban parle, 1928, Changer la vie, 1961)
  - Jean Pallu (1898-1975)[52] (L'usine, 1931)
  - Jean Giono (Jean le bleu, 1932)
  - Jean Malaquais (Les Javanais, 1939, Planète sans visa, 1947)…

### D'hier à aujourd'hui

#### Les auteurs après 1945
- Jean Meckert (Les coups, 1942)
- Georges Navel (Travaux, 1945)
- Roger Boutefeu (1911-1992)[53],[54] (Veille de fête)
- Jacques Loew (1908-1999)[55] (En mission prolétarienne, 1946)
- Jean Prugnot[56] (Béton armé, 1946, réédité en 2018)[57]
- René Fallet (Banlieue sud-est, 1947)
- André Stil (Le mot « mineur », camarades, 1949, etc.)
- Bénigno Cacérès (La rencontre des hommes, 1950)
- Louis Calaferte (Requiem des innocents, 1952)
- Michel Ragon (Drôles de métiers, 1953, etc.)
- Roger Vailland (325 000 Francs, 1955)
- Jean-Pierre Chabrol (Le Bout-Galeux, 1955)
- Laurent Fenix (1898-1958)[58] (Histoire passionnante de la vie d'un petit ramoneur savoyard, écrit en 1955, publié en 1984)
- Georges-Emmanuel Clancier (Le pain noir, 1956)
- Daniel Mothé (Journal d'un ouvrier, 1959[59],[60])
- Bernard Clavel (La maison des autres, 1962, etc.)
- André Remacle (Le Temps de vivre, 1965)
- Albertine Sarrazin (L'astragale, 1965)
- Claire Etcherelli (Elise ou la vraie vie, 1967)
- Robert Sabatier (Les Allumettes suédoises, 1969)

#### Les auteurs après 1968[61]
- Jean-Marie Konczyk (Gaston ou l'aventure d'un ouvrier, 1972)
- Louis Oury (Les prolos, 1973[62])
- Roger Chateauneu (Par la plus haute porte (d) , 1973)
- Pierre-Jakez Hélias (Le cheval d'orgueil, 1975)
- Georges Valero[63] (Dans un bien-être sûr, 1975)
- Gérard Lemaire[64] (Journal d'un chômeur, 1976)
- François Cavanna (Les Ritals, 1978, Les russkoffs, 1979)
- André Théret[65] (Parole d'ouvrier, 1978)
- Robert Linhart (L'Établi, 1978)
- Alain Gerber (Le faubourg des Coups-de-Trique, 1979)
- Dorothée Letessier (Le voyage à Paimpol, 1980)
- Walter Prévost[66] (Luc-sur-Mer, 1980)
- Antoine Sylvère (Toinou. Le cri d'un enfant auvergnat, 1980)
- François Bon (Sortie d'usine, 1982, Daewoo, 2004)
- Serge Livrozet
- Lucie Julia [67](Les Gens de Bonne Espérance, 1982)
- Raymond Ceuppens (L'été pourri, 1982)
- Régis Phily (Theresa et autres récits de la vie ordinaire, 1985)
- Patrick Chamoiseau (Chronique des sept misères, 1986, etc.)
- Thierry Metz (Le journal d'un manœuvre, 1990)
- Augustin Viseux (Mineur de fond, 1991)
- Bernard Thomas (Le champ de la Butte Noire, 1994)
- Daniel Picouly (Le champ de personne, 1995)
- Maxime Vivas (Paris-Brune, 1997)
- Robert Bober (Berg et Beck, 1999)
- Bernard Ruhaud (La première vie, 1999)
- Robert Piccamiglio[68] (Chroniques des années d'usine, 1999)
- Thierry Beinstingel (Central, 2000)
- Gérard Mordillat (Rue des Rigoles, 2002)
- Franck Magloire (Ouvrière, 2002)
- Aurélie Filippetti (Les derniers jours de la classe ouvrière, 2003)
- Louis Aminot[69] (Zef ou l'enfance infinie, 2008)
- Didier Castino[70] (Après le silence, 2015), (Prix du premier roman et Prix Eugène-Dabit du roman populiste)
- Joseph Ponthus (À la ligne-Feuillets d'usine, 2019), (Grand prix RTL-Lire et Prix Régine-Deforges)
- Gilles Zerlini (Epuration, 2021)
- Claire Baglin[71] (En salle, 2022)
- Mattia Filice[72] (Mécano, 2023)
- Ludovic Villard[73] (Cartilages, notes d'intérim, 2024)

#### Autres
Le cas d'Annie Ernaux (La Place, 1984) est particulier. Elle ne témoigne pas en tant que prolétaire, mais en tant que « déclassée » : poussée par ses parents à « s'en sortir », elle ne parvient en réalité jamais à se sentir appartenir à la bourgeoisie, mais elle n'appartient plus non plus à la culture de ses parents. Elle raconte ce déchirement, notamment dans deux ouvrages remarquables, le premier écrit à la mort de son père (La place, 1983), le second écrit à la mort de sa mère (Une femme, 1989).
Des écrivains contemporains appartenant à la classe ouvrière continuent d'écrire, sans intermédiaire : 
- des enfants de travailleurs immigrés : Mehdi Charef (Le Thé au harem d'Archi Ahmed, 1983), Azouz Begag (Le Gone du Chaâba, 1986).
- des « irréguliers » : Charlie Bauer (Fractures d'une vie, 1990), Alexandre Dumal (Je m'appelle Reviens, récit autobiographique d'un mauvais garçon étonnamment publié dans la Série noire, 1995), Abdel Hafed Benotman (Éboueur sur échafaud, 2003).
- Aurélie Lopez est l'auteure d'Aurélie, journal d'une O.S aux éditions ouvrières (1979)[74].
- Jean-Pierre Levaray, publie en 2002 avec Putain d'usine, en 2003 Classe fantôme, en 2005 Une année ordinaire, journal d'un prolo[75], etc.
- Daniel Martinez livre en 2003 ses Carnets d'un intérimaire, aux Éditions Agone, Marseille[76].
- Silien Larios, ouvrier de PSA Aulnay[77], publie en 2013 un roman L’Usine des cadavres. La revue Europe publie dans son  numéro 1051-1052 (novembre-décembre 2016) des extraits de son roman encore inédit : La tour de Malévoz. En mai 2019, les éditions Crise et Tentation publient l'intégralité de La tour de Malévoz sous forme de conte avec des peintures de Philippe Faghérazzi.
- Patrice Thibaudeaux publie en 2016 L’Usine nuit et jour, journal d’un intérimaire[78] aux éditions Plein Chant.

### La poésie et la chanson «rouge»
- Les poètes du groupe prolétarien : Marcel Martinet (Les temps maudits, 1917), Tristan Rémy (recueil Prolétariat, 1932), Jules Mousseron, poète mineur, Francis André, poète paysan (Poèmes paysans, 1929), Jules Mougin (Le comptable du ciel, 1960).
- Albertine Sarrazin
- Les chansonniers : Pierre Dupont, Achille Le Roy, Eugène Pottier, Jean-Baptiste Clément, Maurice Boukay, Jehan-Rictus, Étienne Pédron, Clovis Hugues, Gaston Couté, Eugène Bizeau, etc.

## Citations
- « La vie du prolétariat racontée par des auteurs qui sortent de ses rangs, voilà la littérature prolétarienne. » Tristan Rémy
- « L'éducation ne viendra pas au peuple d'ailleurs que du peuple. » Marcel Martinet
- « Il n'y a pas d'art de classe ?… Quelle plaisanterie ! La vérité est qu'il n'y a pas, qu'il n'y a jamais eu, en aucune période sociale saine, d'autre art qu'un art de classe. » Marcel Martinet
- « La culture prolétarienne est condition de l'émancipation humaine du prolétariat. Mais en même temps, il lui appartient de décrasser et de sauver la culture humaine tout entière, qui se survit aujourd'hui dans l'oubli de sa raison d'être. » Marcel Martinet
- « Depuis toujours on s'est habitué à considérer l'art et la littérature comme étant les prérogatives d'une élite (…). Et il en aurait été peut-être ainsi toujours si le peuple n'avait connu la lecture. Maintenant, à ceux qui ne le convient qu'à lire, il répond qu'il veut également tenter de s'exprimer. » Henry Poulaille
- « Je ne prétends pas que toute littérature ouvrière est admirable, même si, dans ses intentions, elle est en effet admirable. Mais je soutiens que la littérature d'expression populaire française a déjà produit maints chefs-d'œuvre. » Michel Ragon
- « Ce qui caractérisera notre époque sera l’ascension de la classe prolétarienne vers la prise de pouvoir […]. Comment peut-on prétendre que ce grand bouleversement n’entraînera pas une nouvelle façon de sentir et de voir ? Comment peut-on concevoir que l’art demeure immobile, figé, au milieu de ce torrent de vie ? » Marc Bernard[79]

#### Revues
- Plein Chant
- Marginales
- Henry Poulaille, Itinéraire : une vie, une pensée, no 12, 1er semestre 1994, 92 pages [lire en ligne]

#### Collections
- La collection Marginales (éditions Agone), publie des auteurs prolétariens, notamment suédois (Harry Martinson, Eyvind Johnson, Stig Dagerman, Jan Guillou…)
- Les Éditions Plein Chant publient des auteurs prolétariens dans la collection « Voix d'en bas » (Jules Mougin, Emile Guillaumin, Constant Malva, Louis Nazzi, Josepkh Kjellgren, etc.) (Auguste Brepson, Un Gosse, Paris, Ed.Rieder, 1928, ré-édité aux éditions Plein Chant, 2017) ainsi, notamment, que les Cahiers Henri Poulaille et les trois volumes de Philippe Bouquet signalés ci-dessus.